# Jean-François Obembé
Jean-François Obembé est un sociologue, politologue, professeur en sciences politiques, diplomate et homme politique de la République du Congo, né le 2 juillet 1947 à Mbouli-Yandza et mort le 2 janvier 2015.

## Carrière
Il étudie à l'école primaire d'Etoumbi et au collège de Fort-Rousset puis au lycée Savorgnan de Brazzaville. Il poursuit ensuite ses études à l'École normale supérieure d’Afrique Centrale, au Centre d'enseignement supérieur de Brazzaville, à l'Université Marien Ngouabi et à l'Académie des Sciences pédagogiques de Potsdam.
Il est membre du Parti congolais du travail (PCT) avant d'en devenir dirigeant en 1984. Il quitte le comité central du PCT en 1989.
Il est pendant un an ambassadeur de la République du Congo en République démocratique allemande. Il est aussi chef de département de l'Éducation et de l'Information avec rang de ministre d'État, vice-président de l'Assemblée nationale du Congo de 1992 à 1997 et vice-président de la Commission des affaires parlementaires de l'Assemblée Parlementaire de la Francophonie.
Il enseigne au département des carrières diplomatiques à l'École nationale d'administration et de la magistrature de Brazzaville jusqu'en 2002 puis travaille à la Communauté économique des États de l'Afrique centrale.